# Macon megye (Georgia)
Macon megye az Amerikai Egyesült Államokban, azon belül Georgia államban található. Megyeszékhelye és legnagyobb városa Oglethorpe. Lakosainak száma 12 082 fő (2020. április 1.). Macon megye Peach, Houston, Dooly, Sumter, Schley és Taylor megyékkel határos.

## Népesség
A megye népességének változása:
| Lakosok száma | 14 654 | 14 482 | 14 286 | 14 009 | 13 632 | 12 082 |
|               | 2010   | 2011   | 2012   | 2013   | 2015   | 2020   |